# Oluf Axelsen Thott
Oluf Axelsen Thott (død 16. september 1464 på Gulland) var en dansk rigsmarsk og en af de mægtige Axelssønner.
Han var søn af Axel Pedersen Thott og dennes første hustru, og han blev 1414 immatrikuleret ved Leipzig Universitet. I 1419 lovede Henning Podebusk at udlægge ham den ene halvdel af Vallø med tilliggende gods, mens Henning samtidig pantsatte til hans far den anden halvdel (som Axel Pedersen senere overdrog Oluf), og Oluf har således sikkert allerede da været gift eller trolovet med Karen, datter af den forrige ejer af Vallø, Jens Eskilsen Falk, og søster til Henning Podebusks hustru.
Oluf Axelsen var medbesegler af et brev fra kongen til svenskerne i Stockholm 1434 og nævnes i det følgende år som rigsråd.
I Erik af Pommerns sidste regeringstid er der imidlertid øjensynlig opstået et spændt forhold mellem Oluf og kongen. I 1439 taler kongen om, at rigsrådet havde skullet skaffe ham lejde af Oluf, men ikke havde gjort det, så at kongen ikke har anset sig for sikker på liv og gods. Oluf er da også, i modsætning til sin far, blandt de rigsråder, der i 1438 henvendte sig til Christoffer af Bayern, og blandt dem der ved et brev af 1439 opsagde kongen sin troskab.
Han opnåede da også hurtigt betydelige begunstigelser under den ny regering. Ridderslaget fik han formentlig ved kong Christoffers kroning i Sverige i 1441. I 1442 var han lensmand på Vordingborg, og ligeledes var han under Christoffer af Bayern blevet lensmand på Ålholm, en stilling, han beklædte endnu i september 1448. Og 1443 var han marsk og beholdt også dette embede efter kongens død, om end der i 1449 nævnes en anden indehaver. Oluf var blandt dem, som kong Christoffer i sit testamente indsatte til sine eksekutorer.
I 1448 foretog den ny svenske konge, Karl Knutsson, et angreb på Gulland. Men kong Erik på Visborg satte sig i forbindelse med Christian 1., og straks efter påske 1449 ankom kong Eriks tidligere fjende Oluf med en del danske skibe til øen; han trængte ikke ind i Visby havn, der var spærret af svenskerne, men kom ad en hemmelig vej i forbindelse med slottet, som nu fik dansk besætning, mens kong Erik sejlede bort. Midt i juli 1449 sluttede Oluf, der ved denne lejlighed kalder sig høvedsmand på Visborg, en overenskomst med den svenske høvedsmand på Gulland, Magnus Gren, om, at hver af parterne skulle beholde, hvad de havde, indtil en domstol af danske og svenske rigsråder afgjorde, om hele øen tilkom Danmark eller Sverige. Men snart efter ankom Christian 1. med den danske hovedstyrke, og skønt Oluf skal have udtalt til svenskerne, at han ville lade sig dræbe for kongens fødder, førend denne skulle bryde det indgåede forlig, forsøgte de danske ved overrumpling at få magt over Visby stad. Forsøget mislykkedes, men alligevel sluttedes der en ny overenskomst, i følge hvilken spørgsmålet om retten til øen ganske vist, ligesom tidligere bestemt, skulle afgøres ved en dom, men indtil da skulle de danske råde over hele øen, idet de svenske straks skulle forlade den.
Den dom, som skulle fældes, blev imidlertid aldrig afsagt, og de danske var altså nu atter i besiddelse af Gulland. Oluf blev indtil sin død siddende som lensmand på Gulland, som han, uvist hvornår, fik i pant, og som en følge af øens beliggenhed midt i Østersøen kom han til at spille en fremtrædende rolle i Danmarks forhold til Sverige, men næsten endnu mere til Hansestæderne. Allerede i slutningen af 1451 lod han hærge på de svenske kyster, i 1452 var han tillige med Magnus Gren anfører for en dansk flåde, der foretog et mislykket angreb på Stockholm og det østlige Sverige, og i 1457, efter ærkebiskop Jøns Bengtssons oprør, ankom han med en flåde for Stockholm længe før Christian 1. selv.
I hans stilling som lensmand på Gulland var det ikke blot hans optræden over for skibbrudne, der fremkaldte vrede hos hanseaterne; det samme gjaldt hans hindringer for handel på Sverige, så snart der var fjendskab i forhold til Danmark. Et forlig mellem Christian 1. og Hansestæderne i Flensborg 1455 indeholdt endog en særlig bestemmelse om, at kongen skulle få Oluf Axelsen til at ophøre med sine kaperier; men da hanseaterne samtidig i følge kongens fremstilling lovede at afholde sig fra al handel på Sverige og Preussen, kan det ikke undre, at Oluf og andre danske stormænd samme sommer med et antal skibe er ved Estlands kyst for at hindre denne handel. En del år senere, i 1462, tog han tillige med sine brødre Åge og Erik del i en strid om Øsel stift, idet han med våbenmagt hjalp den ene af kandidaterne til bispestolen.
Foruden Gulland havde Oluf ved sin død også Stevns og Bjæverskov Herreder i pant. Hans vigtigste ejendom var Vallø, som han skrives til endnu i sine senere år; derimod havde han afstået sin ret i gården Hjuleberg til broderen Åge. I 1451 fik han Skullerupholm i Voldborg Herred i pant af Steen Basses enke, Eline Johansdatter Bjørn, hvis værge han var, ligesom han fik Lykkesholm i Vinding Herred overdraget af hende; men om disse to ejendomme kom han i strid med andre, til hvem han måtte afstå forskellige dele.
Med sin første hustru, Karen Jensdatter Falk, havde han datteren Birgitte. Om Karens forhold til Oluf hedder det i slægtsbøger, at "hendes Vis befaldt hannem ikke", og at han derefter sad ugift i 22 år, hvilket sidste dog sikkert er urigtigt; i alt fald var han i 1430 gift på ny, med Johanne Nielsdatter Brock af Vemmetofte, der vistnok levede 1445, hvorimod hun var død 1456. Efter hende giftede han sig med Anne Jensdatter Present, der ved mandens død overtog styret af Gulland sammen med hans halvbror Philippus, men dog allerede det følgende år havde forladt øen. Af hendes og Olufs børn er det mest kendte en anden datter Birgitte, som senere giftede sig med Niels Eriksen Rosenkrantz. Anne Jensdatter levede 1485, men var død 28. marts 1487.